# Cantonul Saint-Denis-6
Cantonul Saint-Denis-6 este un canton din arondismentul Saint-Denis, Réunion, Franța.